# Lars Wennerström
Lars Karl Fredrik Wennerström, född 29 augusti 1942 i Brännkyrka, död 31 januari 2022, var en svensk jurist.
Lars Wennerström arbetade på advokatbyrå och som bankjurist 1975–1982 och blev hovrättsassessor i Hovrätten för Nedre Norrland 1977. Han blev kammarrättsråd i Kammarrätten i Sundsvall 1982 och utnämndes till vice ordförande på avdelning i kammarrätten 1988, samt var kammarrättslagman i Kammarrätten i Sundsvall 1997–1999. Han var regeringsråd 1999–2009.